# 川戸村
川戸村（かわどむら）は、島根県邑智郡にあった村。現在の江津市の一部にあたる。

## 地理
- 河川：江川[1]、八戸川[1]、玉川[1]、日和川[2]

## 歴史
- 1889年（明治22年）4月1日、町村制の施行により、邑智郡川戸村、小田村、後山村（一部、字後山中･ 志谷）が合併して村制施行し、川戸村が発足[1][3]。
- 1954年（昭和29年）4月1日、邑智郡長谷村、市山村、谷住郷村、川越村と合併し、桜江村を新設して廃止された[1][3]。

### 地名の由来
江川とその支流八戸川の合流点に位置し、上流地の門戸のため。

## 産業
- 川戸ゴボウなどの農業[1]。

## 交通

### 鉄道
- 1930年（昭和5年）4月 - 三江線 川戸駅開業[1]（2018年廃止）。1934年7月に三江線が石見川本駅まで延長されると江川の舟運が衰退した[1]。